# Orpha-F. Deveaux
Orpha-F. Deveaux, né le 24 juillet 1872 à Saginaw dans l'État du Michigan et mort en décembre 1933 à Hartford dans l'État du Connecticut, est organiste, pianiste et professeur de musique canadien.

## Biographie
Deveaux étudia la musique à Montréal avec Alexis Contant ainsi qu'au collège de Musique de New York avec Percival Illsley.
Depuis 1901, il enseigne la musique à Montréal.
En 1905, il devint organiste à l'église de Saint-Nom-de-Jésus à Montréal. 
En 1914, il postule comme professeur d'orgue, de piano et enseigne la théorie musicale et l'harmonie au Conservatoire national de Montréal. Parmi ses élèves Claude Champagne, Paul Pratt et Hedwige Saint-Jacques. 
En 1923, il s'installe à Fall River dans le Massachusetts où il exerça la fonction d'organiste chez les Dominicains.

## Référence
- L'encyclopédie canadienne